# الحويمة
الحويمة، قرية من قرى بلدية بني حميدان بولاية قسنطينة.
الحويمة تاريخها عريق جدا، حيث أنها كانت القلعة المتقدمة التي حاربت الاستعمار حينما اراد احتلال قسنطينة.
الحويمة قامت بدور كبير وفعال أثناء الثورة التحريرية الكبرى وذلك نظرا لموقعها الجغرافي الهام والرئيسي إذ كانت تربط بين عدة جهات فهي حلقة وصل بين قسنطينة وجيجل وخاصة الميلية وكذلك بين قسنطينة وسكيكدة وكذلك ميلة بالأحرى كانت مركز عبور للمجاهدين الاحرار أثناء الثورة.كما عرفت عدة رجال تقلدوا مناصب هامة أثناء الثورة أمثال الشهيدان الاخوان طوابي محمد وطوابي السعيد والذي كان هذا الأخير ضابطا في جيش التحرير الوطني واستشهد في ميدان الشرف قربة المارة بمعية مساعدة محفوظ بولمدايس والذي تمكن من الفرار رغم الإصابة البليغة التي أصابته.
كما شهدت الحويمة أثناء الثورة الكثير من الاعتقالات والمداهمات كما رحلت إليها العديد من سكان الجبال وذلك محاولة لعزل الثورة عن الشعب ولكن المجاهدين الأحرار وبفضل معرفتهم الجيدة لتضاريس المنطقة استطاعوا أن يفكوا الحصار المفروض عليهم.
أما عن سكان بني حميدان الاصليين فنجد أقدم عائلة هي عائلة شروانة ودحدوح.
كما يمتازو سكان بلدية بني حميدان بالجود والكرم ومكارم الاخلاق فتجدهم متآزرين في الشدائد وكذلك يعيشون بكل عفوية رغم المشاكل التي يعانون منها.
كما أن بلدية بني حميدان قد أخرجت ورغم الظروف الصعبة النخبة والتي مدت الجزائر في كل الميادين فنجد فيهم المحامي ونجد فيهم القضاة وكذلك المستشارين والصحفيين والأخصائئين النفسانيين وكذلك الأطباء والدكاترة في مختلف الميادين.